# Concerto pour piano no 1 de Mendelssohn
Pour un article plus général, voir Concerto pour piano.
Pour les articles homonymes, voir Concerto pour piano (homonymie).
 (décembre 2018).
Si vous disposez d'ouvrages ou d'articles de référence ou si vous connaissez des sites web de qualité traitant du thème abordé ici, merci de compléter l'article en donnant les références utiles à sa vérifiabilité et en les liant à la section « Notes et références ».
Le Concerto pour piano et orchestre no 1 en sol mineur op. 25 (MWV O 7)  a été composé par Felix Mendelssohn durant un voyage en Italie, et créé à Munich le 17 septembre 1831 par l'auteur. Il précède de peu l'ouverture Les Hébrides.

## Genèse
Durant sa jeunesse, Felix Mendelssohn a élaboré de nombreuses esquisses de concertos. Entre 12 et 14 ans, il s'essaye au genre du concerto pour piano et même pour deux pianos, mais son but est pédagogique : il veut travailler avant tout sa technique de jeu (entre piano et orchestre) tout en voulant maîtriser la forme[réf. nécessaire].
Dès ses 18 ans, il nourrit l'idée de composer pour être reconnu comme compositeur, mais aussi comme interprète[réf. nécessaire]. Il a 21 ans, sa maturité artistique se fait alors sentir, et ce concerto est sa première œuvre du genre. Il met environ un an à la composer ; il est créé en 1831.
Cette pièce est, du vivant de Mendelssohn, la plus jouée en Europe. Elle serait l'œuvre la plus appréciée de la Reine Victoria.[réf. nécessaire]
L'œuvre est dédiée à Delphine von Schauroth, pianiste que Mendelssohn rencontre en 1830 à Munich peu avant son départ en Italie. Certains voient d'ailleurs dans l'impatience fiévreuse de l'œuvre, et notamment de ses premières mesures, une véritable déclaration d'amour. En 1831, lors d'une visite à Munich, Mendelssohn envisage de se marier avec elle. Mendelssohn écrit alors à sa sœur Fanny que Delphine von Schauroth a composé un passage de son Concerto pour piano no 1 en sol mineur , « qui lui fait un effet saisissant ». Cependant, il n'a jamais révélé quel passage elle avait écrit. La dédicataire a joué ce concerto durant 40 ans.

## Structure
L'œuvre est divisée en trois mouvements. Les deux premiers s'enchaînent sans interruption (cas assez fréquent chez Mendelssohn, comme dans son Concerto pour violon no 2 en mi mineur)[réf. nécessaire].
- Molto Allegro con fuoco, en sol mineur (7 min 20 s)
- Andante, en mi majeur (6 min 15 s)
- Presto, en mi mineur - Molto Allegro e Vivace, en sol majeur (6 min 00 s)

## Orchestration
Le concerto est écrit pour piano et orchestre symphonique classique.
| Instrumentation du Concerto pour piano n° 1                          |
| Cordes                                                               |
| premiers violons, seconds violons, altos, violoncelles, contrebasses |
| Bois                                                                 |
| 2 flûtes, 2 hautbois, 2 clarinettes en si♭, 2 bassons                |
| Cuivres                                                              |
| 2 cors en ré et en mi, 2 trompettes en ré et en mi                   |
| Percussions                                                          |
| 2 timbales (sol et ré)                                               |